# Бадалона
Бадалона (на испански: Badalona) е третият по големина град в Каталуния. Намира се на средиземноморското крайбрежие, на десет километра северно от Барселона. Градът е местна туристическа дестинация, като основният туристопоток е от Каталуния и съседните и автономни области. Населението му е 215 848 души (по данни към 1 януари 2017 г.).

## Икономика
За разлика от туризма, който е на местно ниво, секторите на индустрията и услугите са значително по-силно развити. До града се намира един от най-големите индустриални полигони в Европа, където имат фабрики и представителства на една важна част от по-известните испански и европейски компании.

## Побратимени градове
- Валпараисо, Чили